# Дионисиу
Дионисиу или Метохи Дионисиу (на гръцки: Διονυσίου, в превод На Дионисият, Метох на Дионисият) е село в Егейска Македония, Гърция, в дем Неа Пропонтида, административна област Централна Македония. Дионисиу има население от 503 души (2001).

## География
Дионисиу е разположено в югозападния край на Халкидическия полуостров, на 7 километра югоизточно от Неа Триглия.

## История
Селото е основано през 20-те години на 20-ти век от бежанци от Чанаккале и Арнавуткьой /днес в Турция/ около метох на манастира Дионисият. През 1964 година много от жителите се изселват на брега и основават Паралия Дионисиу, тоест Плаж на Дионисиу.